# I guardiani del destino
I guardiani del destino (The Adjustment Bureau) è un film del 2011 scritto e diretto da George Nolfi, basato su un racconto del 1954 di Philip K. Dick, Squadra riparazioni.

## Trama
David Norris, candidato alla carica di senatore per lo Stato di New York, con un curriculum da brillante ex alunno e giocatore di pallacanestro della Fordham University, è uno dei favoriti alle elezioni e gli si prospetta una folgorante carriera politica. Dopo la sconfitta elettorale (avvenuta a causa di una foto compromettente pubblicata su un giornale), David ha un casuale incontro con una bella ballerina di nome Elise Sellas. Ispirato da lei, David pronuncia un discorso alquanto insolito che, però, viene ben accolto dal pubblico, rendendolo uno dei favoriti per le elezioni del 2010.
Un mese dopo, David si prepara per un nuovo lavoro. Un uomo di nome Harry Mitchell viene incaricato dal suo superiore, Richardson, di fargli cadere addosso il caffè alle 7:05, in modo che perda l'autobus. Tuttavia, Harry manca il suo obiettivo. Sull'autobus David incontra di nuovo Elise, che gli dà il suo numero di telefono.
Arrivato al lavoro, trova tutti nell'edificio completamente immobili ed esaminati da alcuni uomini. David prova a fuggire, ma viene trasportato in un magazzino dove Richardson gli spiega che lui e i suoi uomini fanno parte di un ufficio che si assicura che la vita delle persone proceda secondo il "Piano" elaborato da un soggetto denominato "Presidente". Richardson confisca e brucia il foglietto dov'era scritto il numero di telefono di Elise e dice a David che, se avesse parlato con qualcuno di ciò che ha visto, gli avrebbe cancellato la memoria.
Tre anni dopo, David, che non ha mai smesso di pensare a Elise, la incontra di nuovo dopo averla vista dal finestrino dell'autobus. I due si siedono a parlare a un tavolino di un bar dove David scopre che Elise balla per il Cedar Lake Contemporary Ballet, tuttavia arriva Charlie, responsabile della carriera di David, che gli ricorda che deve tenere un discorso per le elezioni. Dopo il discorso David vorrebbe andare da Elise che sta facendo le prove per un ballo ma Richardson fa spostare il luogo dove si tengono le prove e ostacola David mentre cerca di scoprirlo. Tuttavia David riesce comunque a sapere dove si tengono le prove e raggiunge Elise.
Il giorno dopo mentre balla Elise si sloga una caviglia e David viene portato di nuovo nel magazzino dove Thompson (un superiore di Richardson) gli rivela che i due non possono stare insieme poiché il piano prevede che stando separati David diventerà il Presidente degli Stati Uniti mentre Elise una ballerina e coreografa di fama mondiale. David a malincuore saluta Elise e lascia l'ospedale dove è ricoverata.
Undici mesi dopo Charlie comunica a David dell'imminente matrimonio di Elise. David viene contattato da Harry che gli rivela che Thompson aveva esagerato con le conseguenze negative della relazione tra lui ed Elise (ovvero che la carriera politica di David non sarebbe andata avanti e che Elise avrebbe insegnato a ballare alle bambine) e gli insegna ad usare le porte per teletrasportarsi. In questo modo David raggiunge Elise poco prima che si sposi e i due fuggono tra le strade e i palazzi di New York, teletrasportandosi tramite le porte, inseguiti da Thompson e i suoi uomini. Una volta giunti ai piedi della Statua della Libertà David chiede ad Elise se voglia rimanere con lui o meno, in quest'ultimo caso non lo avrebbe rivisto mai più, ed Elise decide di rimanere con lui.
Attraversano insieme una porta e si ritrovano all'interno del palazzo dove lavorano Thompson, Richardson e gli altri con l'intento di trovare il Presidente per far cambiare il piano. Dopo un inseguimento all'interno del palazzo i due si ritrovano sul tetto di un edificio dove si dichiarano il loro amore reciproco e si baciano. Thompson li raggiunge e deve cancellare la memoria a David per aver rivelato a Elise l'esistenza dei Guardiani del destino, ma viene interrotto da Harry che mostra loro il piano rivisto dal Presidente. Thompson va via e Harry elogia David ed Elise per il loro coraggio e dice che sono liberi di andare.
Mentre David ed Elise camminano per strada incontrano Harry che li saluta abbassando il cappello mentre dice tra sé e sé che il vero piano del Presidente è quello che un giorno saranno gli uomini stessi a scrivere il loro piano.

## Produzione
Il film si basa su un racconto di Philip K. Dick intitolato Squadra riparazioni (Adjustment Bureau), pubblicato per la prima volta sulla rivista Orbit Science Fiction e successivamente incluso in diverse raccolte (pubblicate in Italia da Mondadori e Fanucci).
La sceneggiatura del film è firmata da George Nolfi, già autore di diversi blockbuster, che con questo film debutta nella regia. Nel febbraio del 2009 la rivista Variety riporta che Matt Damon è stato ingaggiato per il ruolo da protagonista, nel luglio dello stesso anno viene annunciato che Emily Blunt sarà la sua partner sul set. Le riprese sono incominciate a metà settembre 2009, e sono avvenute prevalentemente a New York (la pellicola è ambientata a Manhattan).

## Distribuzione
La Universal Pictures ha acquistato il film tramite un'asta indetta dai fondatori della Media Rights Capital, Asif Satchu e Modi Wiczyk, già tra i produttori di Brüno. Il film è uscito nelle sale cinematografiche statunitensi il 4 marzo 2011, mentre in quelle italiane è uscito il 17 giugno.

### Edizione home video
La versione home video include diversi extra, fra cui le scene eliminate. In queste notiamo un personaggio, Henderson, che a causa dei tagli di queste scene, è stato eliminato completamente dal film.